# 京都府道451号吉富八木線
京都府道451号吉富八木線（きょうとふどう451ごう よしとみやぎせん）は、京都府南丹市を通る一般府道である。

## 概要
南丹市八木町室河原から南丹市八木町大薮に至る。
国道9号の抜け道に見えるが、道幅は全体的に狭い。

### 路線データ
- 起点：南丹市八木町室河原（室河原交差点、京都府道408号郷ノ口室河原線交点）
- 終点：南丹市八木町大薮（大薮交差点、国道9号交点）

## 地理

### 通過する自治体
- 南丹市

### 交差する道路
| 交差する道路                    | 交差する場所 | 交差する場所        |
| ------------------------------- | ------------ | ------------------- |
| 京都府道408号郷ノ口室河原線     | 八木町室河原 | 室河原交差点 / 起点 |
| 国道9号 / 山陰道 国道477号 重複 | 八木町大薮   | 大薮交差点 / 終点   |

### 沿線
- JR西日本山陰本線 吉富駅（起点付近）
- E9 京都縦貫自動車道 4 八木西IC（起点付近）
- 吉富郵便局
- 福田寺
- 南丹市立吉富小学校
- 八幡神社
- 八幡山